# National Heritage Fellowship
Der National Heritage Fellowship ist eine Auszeichnung, die von dem US-amerikanischen "National Endowment for the Arts" an Personen verliehen wird, die sich in besonderer Weise um die traditionellen Künste verdient gemacht haben. Ähnlich der japanischen "Living Treasure" Auszeichnung ist der "Fellowship" in den USA die höchste Ehrung, die für Verdienste um die Volkskunst oder traditionelle Künste vergeben wird, und die jedem der Preisträger nur ein einziges Mal zuteilwerden kann. "Fellows" müssen US-amerikanische Bürger sein oder zumindest dauerhaft in den Vereinigten Staaten residieren.
Das Programm begann im Jahre 1982. Seitdem werden jährlich einmal in einer feierlichen Zeremonie im Weißen Haus in Washington, D.C. "Fellowships" an zwischen zehn und fünfzehn Künstler oder Künstlergruppen verliehen.
Empfänger dieser Ehrung waren neben indianischen Korbflechtern, afroamerikanischen Bluesmusikern, traditionellen Fiddlespielern, mexikanisch-amerikanischen Akkordeonspielern Vertreter aller anderen traditionellen Künste sämtlicher ethnischer Gruppierungen.

## „Fellows“
(Nur Bluesmusiker; eine vollständige Liste findet sich auf der Webseite der National Endowment for the Arts National Heritage Fellowship.)

### 2006
- Henry Gray, Blues piano player, singer, Baton Rouge, LA
- Mavis Staples, Gospel, rhythm and blues singer Chicago, IL

### 2004
- Koko Taylor, Blues musician, Country Club Hills, IL

### 2002
- David „Honeyboy“ Edwards, Blues guitarist/singer, Chicago, IL

### 2001
- Wilson „Boozoo“ Chavis, Creole Zdeco Accordionist, Lake Charles, LA
- Hazel Dickens

### 2000
- Joe Willie „Pinetop“ Perkins, Blues Piano Player, La Porte, Indiana
- Chris Strachwitz, Record Producer and Label Founder, El Cerrito, California

### 1998
- Roebuck „Pops“ Staples, African-American Gospel/Blues musician, Dolton, IL

### 1997
- Charles Brown, Blues Pianist & Composer, Berkeley, CA

### 1996
- John Mealing & Cornelius Wright, Jr., African-American Railroad Worksong Singers, Birmingham, AL

### 1995
- Robert Jr. Lockwood, African-American Delta Blues Guitarist, Cleveland, OH

### 1994
- Elder Roma Wilson, African-American Harmonica Player, Blue Springs, MS

### 1993
- Jack Owens, Blues Singer/Guitarist, Bentonia, MS

### 1992
- Othar Turner, African-American Fife Player, Senatobia, MS

### 1991
- Etta Baker, African-American Guitarist, Morgantown, NC

- Riley „B.B.“ King, African-American Bluesman, Itta Bena, MS/Las Vegas, NV

### 1990
- Howard Armstrong, African-American String Band Musician, Detroit, MI

### 1989
- John Cephas, Piedmont Blues Guitarist/Singer, Woodford, VA

### 1988
- John Dee Holeman, African-American Dancer/Musician/Singer, Durham, NC
- Albert „Sunnyland Slim“ Luandrew, African-American Blues Pianist/Singer, Chicago, IL

### 1987
- Alex Moore, Sr., African-American Blues Pianist, Dallas, TX

### 1986
- Alfonse „Bois Sec“ Ardoin, African-American Creole Accordionist, Eunice, LA
- Canray Fontenot, African-American Creole Fiddler, Welsh, LA
- John Jackson, African-American Songster/Guitarist, Fairfax Station, VA

### 1985
- Henry Townsend, Blues Musician/Songwriter, St. Louis, MO

### 1984
- Clifton Chenier, Creole Accordionist, Lafayette, LA
- Elizabeth Cotten, African-American Songster/Songwriter, Syracuse, NY

### 1983
- John Lee Hooker, Blues Guitarist/Singer, San Carlos, CA

### 1982
- Brownie McGhee, Blues Guitarist, Oakland, CA
- Sanders „Sonny“ Terry, Blues Musician, Holliswood, NY